# Allochaetophoridae
Allochaetophoridae zijn  een familie van mijten. Bij de familie zijn één geslacht met twee soorten ingedeeld.